# اريك روان
اريك روان (20 يوليو 1909 في جنوب أفريقيا - 30 أبريل 1993) (بالإنجليزية: Eric Rowan)‏ هو لاعب كريكت جنوب أفريقي. شارك مع منتخب جنوب أفريقيا الوطني للكريكت.

## وصلات خارجية
- اريك روان على موقع إي آس بي آن كريك إنفو (الإنجليزية)